# Гортва
Го́ртва (словац. Gortva) — река в южной части центральной Словакии (Банска-Бистрицкий край), приток Римавы. Находится в бассейне Чёрного моря. Протяжённость около 30 км.

## География
Исток Гортвы находится на высоте в 470 м над уровнем моря на Церовой возвышенностью, близ венгерской деревни Ронабаня на словацко-венгерской границе, к которой Гортва вплотную подходит после первых трёх километров. Река течёт на север по Римавской котловине, после чего направляется на восток. Далее река проходит через деревни, оставляя справа приток Потуочик и проходя в этом районе между деревнями Есенске и Ширковце. Здесь русло проходит на высоте около 179,5 м и затем впадает в Римаву.
Течение реки разделяется на два параллельных рукава. На верхнем рукаве располагаются искусственные водоёмы Тахты, Петровце и Дубно.
На реке неподалёку от устья расположено одноимённое село Гортва.